# 白沙鱂
白沙鱂為輻鰭魚綱鯉齒目鯉齒亞目鯉齒鱂科的其中一種，被IUCN列為次級保育類動物，分布於北美洲新墨西哥州Tularosa河谷流域，體長可達5公分，棲息在水質清澈、淺的的池塘、溝渠，可作為觀賞魚。

## 擴展閱讀
維基物種上的相關：白沙鱂